# Arseniato de cobre cromado
Arseniato de cobre cromatado (CCA), o "Chromated copper arsenate" en inglés, es un conservante de la madera utilizado para el tratamiento de la madera desde mediados de 1930. Es una mezcla de cobre, cromo y arsénico formulado como óxidos o sales.
Conserva la madera de los hongos de pudrición, atacando insectos masticadores de madera que incluyen termitas. También mejora el tiempo de resistencia de la madera tratada y puede ayudar a la adhesión de pintura en el largo plazo.
El CCA es conocida por muchos nombres comerciales, incluida la de todo el mundo marca "Tanalith". El cromo actúa como un agente químico de fijación propiedades de conservación y tiene poca o ninguna, sino que ayuda a los demás productos químicos para fijar en la madera, la unión a través de productos químicos complejos a la celulosa de la madera y la lignina. Los actos de cobre principalmente para proteger la madera contra los hongos de pudrición y la bacterias, mientras que el arsénico es el componente principal de insecticidas de la CCA.
Este es ampliamente utilizado en todo el mundo como un trabajo pesado conservador, a menudo como una alternativa a la creosota, y la pentaclorofenol. Otros conservantes como incluyen los compuestos de cobre cuaternarios alcalinos (ACQ), el cobre azoles (CuAz), amoniacal arseniato de zinc y cobre (ACZA), el cobre citrato, y el cobre HDO (CuHDO).
Reconocido por el color verdoso que confiere a la madera, el CCA es un conservante que ha sido muy común por muchas décadas. Con el tiempo, pequeñas cantidades de las sustancias químicas CCA, sobre todo el arsénico, pueden filtrarse fuera de la madera tratada. Esto se da particularmente en el caso en ambientes ácidos. Los productos químicos pueden lixiviar de la madera en el suelo circundante, resultando en concentraciones superiores al los niveles del fondo natural. Un estudio encontró que el 12-13 por ciento del CCA lixiviado  de la madera tratada enterrado en un compuesto en un doceavo mes período. Por otro lado ha habido muchos otros estudios en los tipos de suelo menos agresivo que muestran la lixiviación llega a ser tan bajos como 0,5 ppm (postes de pino rojo en el servicio), o hasta 14 ppm (pino tratado en las camas del jardín). La contaminación del suelo debido a la presencia de madera tratada con CCA después de 45 años es mínima.
Si alguna parte de los productos químicos de la madera comienzan a lixiviar, es probable que se unan a las partículas del suelo, especialmente en suelos de arcilla o tierras que son más alcalinos que neutros.
Un número de países han revisado al CCA durante los últimos años y han mirado a la exposición del público a la madera tratada con CCA, restringiendo su aplicación en situaciones residenciales. Estas revisiones han dado como resultado del aumento de la presión pública y la percepción de que la madera que contienen arsénico representa un peligro para la salud. En respuesta a estas presiones de la industria de preservación de los Estados Unidos y Canadá no se ofreció a utilizar CCA para el tratamiento de la madera residenciales, y el 1 de enero de 2004 la Agencia de Protección Ambiental (EPA) de los Estados Unidos empezó a restringir el uso de la CCA para tales fines. Se permitieron excepciones, incluyendo el tratamiento de las tejas, las cimentaciones de madera permanente, y algunas aplicaciones comerciales. Cabe destacar sin embargo que las agencias reguladoras consideran que el tratamiento con CCA no representan una amenaza significativa para la salud.
De hecho el CCA continuará siendo utilizado en América del Norte en una amplia variedad de aplicaciones comerciales e industriales, tales como postes, pilotes, estructuras de retención y muchos otros.
A raíz de las acciones de restricción impuestas por los Estados Unidos y Canadá, llevó a que en otros países tomaran acciones similares, incluida la de la UE y Australia. En Nueva Zelanda, la Autoridad de Gestión de Riesgos Medioambientales, la revisión de los mismos datos que llevaron a las acciones en otros lugares, concluyó que no había ninguna razón para restringir el uso de la CCA para todas las solicitudes.
La madera tratada con CCA todavía está en uso generalizado en muchos países y sigue siendo una opción económica para conferir resistencia a las maderas perecederas tales como las maderas de coníferas.
Aunque las restricciones generalizadas (ver arriba) tras la publicación de estudios que demostraban la lixiviación de bajo nivel de in-situ madera (tales como parques de juegos infantiles) en el suelo circundante, un riesgo más grave se presenta cuando la madera tratada con CCA se quema en espacios confinados como un fuego interno o barbacoa. Desechos de construcción tratados con CCA sigue siendo muy quemada por ignorancia, tanto comerciales, y los incendios domésticos.
A pesar de ello la eliminación por incineración en incineradores aprobados, es una opción aceptable. Es especialmente atractivo si hay algo de la energía capturada en el proceso. Además, los residuos de madera tratada con CCA también se puede incinerar de manera eficaz con altas temperaturas, es decir, 800-1100 °C.
La eliminación de grandes cantidades de desechos tratados con CCA o de madera que finalizó su ciclo de vida, fue tradicionalmente a través de vertederos controlados. Estos sitios están controlados para que sean impermeables a fin de evitar infiltraciones de agua y también que estén cubiertos, para evitar que mediante la precipitación (lavado) la sustancia tóxica contenida en potencia se expanda. Estos sitios controlados manejan una gama de materiales de desecho potencialmente más nocivos que el planteado por la madera tratada con CCA, por ejemplo, de pintura para animales, baterías de automóviles, etc.
En la actualidad, los vertederos son más escasos y la eliminación de los residuos se está convirtiendo económicamente poco atractiva. La preservación de la madera y la industria maderera, por lo tanto, están investigando acerca de mejores formas de tratamiento de los residuos de madera tratada (valga la redundancia), incluyendo las tratadas con CCA.